# Chang och Eng Bunker

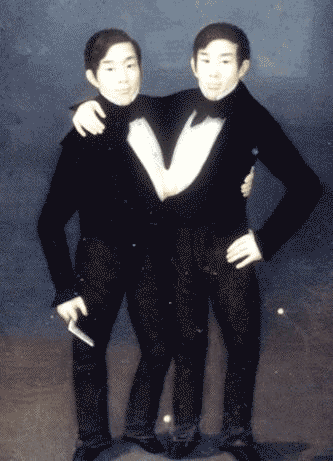
Eng och Chang avmålade 1836.

Chang och Eng Bunker, födda 11 maj 1811, döda 17 januari 1874, var ett par siamesiska tvillingar från dåvarande Siam (nuvarande Thailand). De blev internationellt uppmärksammade när de turnerade som en freak show hos P.T. Barnum i början på 1830-talet. Deras kändisskap ledde till benämningen siamesiska tvillingar för sammanvuxna enäggstvillingar.
De föddes av kinesiska föräldrar i Maklong i Siam. Pojkarna var sammanvuxna från bröstbenet till naveln. De fördes till USA, där de visades upp för allmänheten på cirkus. 
Tvillingarna Bunker gifte sig i april 1843 med systrarna Sarah och Adelaide Yates. De blev fäder till totalt 22 (tolv respektive tio) välskapta barn.
Eng och Chang avled vid 62 års ålder, med mindre än tre timmars mellanrum.